# Prednatjecanje za prvenstvo Jugoslavije u nogometu 1927.
Prednatjecanje za prvenstvo Jugoslavije u nogometu 1927. je prvo izlučno natjecanje za završnicu državnog prvenstva koju je organizirao Jugoslavenski nogometni savez. Prednatjecanje je odigrano od 26. svibnja 1927. godine do 30. svibnja 1927. godine. Po prvi puta su završnicu državnog prvenstva, osim prvaka svih podsaveza, mogli izboriti i doprvaci nekih podsaveza. 

## Natjecateljski sustav
U završnicu državnog prvenstva izravno su se plasirali prvaci Beogradskog (BSK) i Zagrebačkog nogometnog podsaveza (HAŠK), te pobjednik Jugoslavenskog kupa (Hajduk, prvak Splitskog nogometnog podsaveza). Za preostala tri mjesta u završnici državnog prvenstva natjecali su se jednostrukim kup-sustavom prvaci preostala 4 podsaveza te doprvaci Beogradskog i Zagrebačkog nogometnog podsaveza.
| Podsavez    | Klub                  | Podsavezno prvenstvo | Prvenstvo JNS-a     |
| ----------- | --------------------- | -------------------- | ------------------- |
| Zagrebački  | HAŠK (Zagreb)         | prvak                | izravno u završnici |
| Zagrebački  | Građanski (Zagreb)    | doprvak              | prednatjecanje      |
| Splitski    | Hajduk (Split)        | prvak                | izravno u završnici |
| Beogradski  | BSK (Beograd)         | prvak                | izravno u završnici |
| Beogradski  | Jugoslavija (Beograd) | doprvak              | prednatjecanje      |
| Ljubljanski | Ilirija (Ljubljana)   | prvak                | prednatjecanje      |
| Subotički   | SAND (Subotica)       | prvak                | prednatjecanje      |
| Sarajevski  | SAŠK (Sarajevo)       | prvak                | prednatjecanje      |
| Osječki     | Hajduk (Osijek)       | prvak                | prednatjecanje      |

## Utakmice
| Datum             | Mjesto    | Momčadi                | Rezultat    |
| ----------------- | --------- | ---------------------- | ----------- |
| 26. svibnja 1927. | Ljubljana | Ilirija – Građanski    | 5:0         |
| 29. svibnja 1927. | Sarajevo  | SAŠK – Jugoslavija     | 2:1         |
| 29. svibnja 1927. | Osijek    | Hajduk (Osijek) – SAND | 2:2 (prod.) |
| 30. svibnja 1927. | Osijek    | Hajduk (Osijek) – SAND | 1:3 (prod.) |

- Hajduk (Osijek) i SAND su zbog neodlučenog ishoda morali ponoviti utakmicu sljedeći dan.
- U završnicu državnog prvenstva plasirali su se: Ilirija, SAŠK i SAND.